# Lac de la Haute-Sûre
Lac de la Haute-Sûre (luxemburguès Stauséigemeng, alemany Stauseegemeinde, Lac de la Haute-Sûre) és una comuna i vila al nord-oest de Luxemburg, que forma part del cantó de Wiltz. Fou creada el 1979 i està formada per les viles de Bavigne, Harlange, Kaundorf, Liefrange, Mecher, Nothum, Tarchamps i Watrange. El seu nom prové del pantà (Stauséi) construït al Sauer.

## Població
| Nacionalitat   | Població | %      |
| -------------- | -------- | ------ |
| luxemburguesos | 1.077    | 81,10% |
| Forasters      | 251      | 18,90% |
| - portuguesos  | 37       | 2,79%  |
| - francesos    | 18       | 1,36%  |
| - italians     | 2        | 0,15%  |
| - belgues      | 98       | 7,38%  |
| - alemanys     | 8        | 0,60%  |
| - iugoslaus    | 53       | 3,99%  |
| - altres       | 35       | 2,64%  |

## Evolució demogràfica
| Any        | Població |
| ---------- | -------- |
| 15/02/2001 | 1.328    |
| 01/01/2002 | 1.365    |
| 01/01/2003 | 1.400    |
| 01/01/2004 | 1.394    |
| 01/01/2005 | 1.454    |